# 地ごしらえ
地ごしらえ（じごしらえ）は、森林造成を行う際に、苗木の植え付けや天然更新、保育作業を容易にするために行う枝条整理、掻き起こしなどの準備作業の総称。地拵えと漢字表記することもある。

## 概要
森林の造成を行う場所の多くは、枝条や根株、前生植生などで被覆されている状況にあり、そのまま苗木を植え付けることは困難である。仮に植え付けることができても、下刈りなどの保育作業が困難になったり、植栽木が前生植生に被圧されるなど成林に至るまでの困難さは増す。こうした事態を回避するために行う作業が地ごしらえである。単独もしくは複数の作業を組み合わせる。

## 作業内容
- 枝条整理 - 伐採時に生じる大量の枝や葉で林内に残置されたものを筋状にまとめて地表面を露出させる作業[1]。将来的に刈払いなどの保育が容易となる幅を確保する。
- 火入れ - 枝条整理が大量にある場合や森林から除去しなければならない際に行う野焼きの一つ。山火事の原因となるため、地形や季節などを考慮し細心の注意を払うが必要となる。
- 刈払い - 無立木地などの低木や草本類を刈払い機などで除去する。全面積を刈り払うとコストが掛かるため、刈り払う形状（筋状、坪状）や範囲を限定して行うことがある。
- 掻き起こし - ササなどの密生地においてブルドーザーなどの重機で表土を除去する[2]。全面積を除去すると森林の公益的機能が低下するため、土砂流出等が生じない範囲で筋状に行なわれる。
- 薬剤散布 - ササなどの密生地においてササを始めとした草本類や低木類を枯殺する。

## 省力化に向けた動き
地ごしらえは森林の造成に必要な作業ではあるが相応のコストが掛かるため、現地に応じて作業内容や規模を最適化する必要がある。2010年代、林野庁では林業の低コスト化を検討する中で、重機やコンテナ苗の導入などと合わせて、伐採から地ごしらえまでを連続的に行う一貫作業を導入を提言している。